# Потапин, Вячеслав Михайлович
Вячеслав Михайлович Потапин (1942—2020) — советский и российский скульптор, член Союза художников СССР (с 1975), Союза художников России (с 1992).

## Биография
Родился в 1942 году в посёлке Ракитовка Оренбургской области.
Учился в Пензенском художественном училище им.Савицкого (1963−1967)..
В 1967—1973 годах получил высшее художественное образование в Московском художественном институте АХ СССР.
В 1973—1986 годах жил в г. Орле, преподавал на художественно-графическом факультете Орловского пединститута (1973—1978) и в орловском художественном училище.
С 1986 года жил и работал в Горьком (Нижнем Новгороде). Его мастерская располагалась в деревянном доме на Почтовом съезде, 19, рядом с домиком Каширина.
В 1990—1997 годах работал преподавателем рисунка и скульптуры в театральном училище Нижнего Новгорода.
Умер в декабре 2020 года.

## Известные работы
- 1982 — бюст В. А. Русанова — в мемориальном доме-музее В. А. Русанова, г. Орёл[4]
- 1990 — «Разлука» — в Третьяковской галерее
- 1995 — «Портрет друга. В. Б. Соскиев» — в Третьяковской галерее
- 1996 — «Ожидание сына» — в Третьяковской галерее
- 1997 — мемориальный комплекс, состоящий из памятника Скорбящей матери и Стелы Памяти — у здания ГУ МВД по Нижегородской области на улице Горького[7]
- 2001 — «Муза Талия» — у театра «Комедiя», г. Нижний Новогород[6][5][8]
- 2001 — мемориальная доска академику И. Н. Блохиной — г. Нижний Новгород
- 2004 — мемориальная доска ректору НГУ им. Н. И. Лобачевского А. Ф. Хохлову — г. Нижний Новгород
- 2005 — мемориальная доска из гранита с барельефом генерала Усачёва Ю. А. — г. Нижний Новогород, ул. М. Горького, 71, здание ГУВД[9]
- 2012 — памятник Арзамасскому гусю — г. Арзамас, ул. К. Маркса[10]
- 2013 — «Одиночество» — в Третьяковской галерее
- 2017 — памятник Сергию Страгородскому — г. Арзамас[11][12][13][14].

## Оценки творческой деятельности
Творил в областях монументальной и станковой пластики.
Участвовал в Международных симпозиумах по скульптуре, областных, региональных и всероссийских выставках.
Работы Потапина находятся в Государственной Третьяковской галерее, Орловском музее изобразительных искусств, Нижегородском государственном художественном музее, Тверской картинной галерее, картинной галерее Владимира, в частных коллекциях в России и за рубежом.

Ученик двух великих мастеров Л. Е. Кербеля и М. Ф. Бабурина, Потапин вышел далеко за рамки усвоенного им в стенах МГХИ им. В. И. Сурикова, создав свой неповторимый пластический язык — лаконичный, камерный, заключающий в себе тонкое понимание скульптурной формы и символическое звучание. Вячеслав Михайлович задействовал широкий спектр художественных приемов, работал в различных материалах: камне, дереве и бронзе, привносил цвет в искусство скульптуры.— Ирина Седова, искусствовед, заведующая отделом скульптуры Государственной Третьяковской галереи

В этих скульптурах воплотилась жизнь нашего города. Здесь много лиц, которые окружали самого скульптора в течение всей жизни. Они заслуживают, чтобы о них знали. Они описывают творения самого художника и являются частью нашей истории.— Ксения Федосеева-Царицынская, нижегородский галерист

## Премии, членства
- 1975 — член Союза художников СССР[4]
- 1992 — член Союза художников России
- 1998 — лауреат премии Нижнего Новгорода[уточнить]
- 2002 — лауреат премии Нижнего Новгорода

## Память
- С 5 по 7 февраля 2021 года в бывшей мастерской Потапина была проведена посвящённая памяти скульптора выставка его работ[3][5]. Демонстрировались творения из известняка, бронзы и дерева (примерно 35 экспонатов)[6].

- В феврале 2021 года министр культуры Нижегородской области Олег Беркович объявил о планах сохранения мастерской Потанина в качестве галереи его работ[6].